# SCSI
SCSI (Small Computer System Interface) skup je standarda za priključivanje perifernih jedinica na računarski sistem, te za prenos podataka. SCSI se obično koristi za optičke jedinice i tvrde diskove, no i za druge periferne jedinice kao na primer skenere.